# العلاقات البولندية النيوزيلندية
العلاقات البولندية النيوزيلندية هي العلاقات الثنائية التي تجمع بين بولندا ونيوزيلندا.

## مقارنة بين البلدين
هذه مقارنة عامة ومرجعية للدولتين:
| وجه المقارنة                                              | بولندا                                                                             | نيوزيلندا                                              |
| --------------------------------------------------------- | ---------------------------------------------------------------------------------- | ------------------------------------------------------ |
| المساحة (كم2)                                             | 312.68 ألف                                                                         | 268.02 ألف                                             |
| عدد السكان (نسمة)                                         | 38.43 مليون                                                                        | 4.24 مليون                                             |
| الكثافة السكانية (ن./كم²)                                 | 122.91                                                                             | 15.82                                                  |
| العاصمة                                                   | وارسو                                                                              | ويلينغتون، أوكلاند                                     |
| اللغة الرسمية                                             | اللغة البولندية                                                                    | لغة إنجليزية، اللغة الماورية، لغة الإشارة النيوزيلندية |
| العملة                                                    | زلوتي بولندي                                                                       | دولار نيوزيلندي، الجنيه النيوزيلندي                    |
| الناتج المحلي الإجمالي (بليون دولار)                      | 524.51 مليار                                                                       | 205.85 مليار                                           |
| الناتج المحلي الإجمالي (تعادل القوة الشرائية) بليون دولار | 1.02 تريليون                                                                       |                                                        |
| الناتج المحلي الإجمالي الاسمي للفرد دولار أمريكي          | 12.55 ألف                                                                          |                                                        |
| الناتج المحلي الإجمالي للفرد دولار أمريكي                 | 26.14 ألف                                                                          |                                                        |
| مؤشر التنمية البشرية                                      | 0.843                                                                              | 0.914                                                  |
| رمز المكالمات الدولي                                      | +48                                                                                | +64                                                    |
| رمز الإنترنت                                              | .pl                                                                                | .nz                                                    |
| المنطقة الزمنية                                           | توقيت وسط أوروبا، ت ع م+01:00، ت ع م+02:00، أوروبا/وارسو ‏، توقيت وسط أوروبا الصيفي | ت ع م+13:00، ت ع م+12:00                               |

## منظمات دولية مشتركة
يشترك البلدان في عضوية مجموعة من المنظمات الدولية، منها:
| علم المنظمة | اسم المنظمة                        | تاريخ انضمام بولندا | تاريخ انضمام نيوزيلندا |
| ----------- | ---------------------------------- | ------------------- | ---------------------- |
|             | وكالة ضمان الاستثمار متعدد الأطراف | 29 يونيو 1990       | 22 أبريل 2008          |
|             | منظمة التعاون الاقتصادي والتنمية   | 22 نوفمبر 1996      | ?                      |
|             | الأمم المتحدة                      | 24 أكتوبر 1945      | 24 أكتوبر 1945         |
|             | الوكالة الدولية للطاقة             | 25 سبتمبر 2008      | ?                      |
|             | الفريق المعني برصد الأرض           | ?                   | ?                      |
|             | منظمة حظر الأسلحة الكيميائية       | ?                   | ?                      |
|             | منظمة التجارة العالمية             | 1 يوليو 1995        | ?                      |
|             | منظمة الشرطة الجنائية الدولية      | ?                   | ?                      |
|             | مؤسسة التنمية الدولية              | 28 أكتوبر 1960      | 1 أكتوبر 1974          |
|             | نظام تحكم تكنولوجيا القذائف        | 1998                | 1991                   |
|             | يونسكو                             | 6 نوفمبر 1946       | 4 نوفمبر 1946          |
|             | الاتحاد البريدي العالمي            | 1 مايو 1919         | ?                      |
|             | البنك الدولي للإنشاء والتعمير      | 27 يونيو 1986       | 31 أغسطس 1961          |
|             | المنظمة الهيدروغرافية الدولية      | ?                   | ?                      |
|             | الاتحاد الدولي للاتصالات           | 1921                | 3 يونيو 1878           |
|             | مؤسسة التمويل الدولية              | 29 ديسمبر 1987      | 31 أغسطس 1961          |
|             | مجموعة أستراليا                    | 1994                | 1985                   |
|             | مجموعة الموردين النوويين           | ?                   | ?                      |

## وصلات خارجية
- موقع وزارة الخارجية البولندية
- موقع وزارة الخارجية النيوزيلندية